# 河承武
河 承武（ハ・スンム、Seung-Moo Ha、1963年10月13日 - )は、韓国の詩人、歴史神学者である。慶尚南道泗川市出身。本貫は晋陽河氏。初名は天幸・昌浩。字は昌優。雅号は蘭史・詩学齋。筆名は蘭史である。

## 生涯
朝鮮の名宰相であり清白吏に領議政(今の総理大臣)を務めた河演先生の21世孫で、伝統的な儒教家門で長老派教会牧師がされた大韓民国の歴史神学者であり、詩人である。韓国長老会神学校で歴史神学、聖書講解を教える才能寄付の教授である。韓国イエス教長老会と韓国長老会神学校を設立し、牧会全般の信仰教育、ミッションなど自費糧(one's own expense)で奉仕している。彼の神学思想の中で注目すべきことは、従来のキリスト教の歴史解釈の観点であるローマ・カトリック教会史觀、改革主義教会史觀、プロテスタント教会史觀とは異なり、初代教会から継承された信仰告白の観点と歴史的な脈絡が一致した教会の歴史解釈の観点である「正統信仰教会史觀(別名 正統教会史観)」を最初に提示した。彼は文学的に進歩的な参加詩人だが、神学的には改革主義神学者である。1994年ハンギョレ文学で朴在森詩人ほか2人の推薦で詩壇に登壇した。

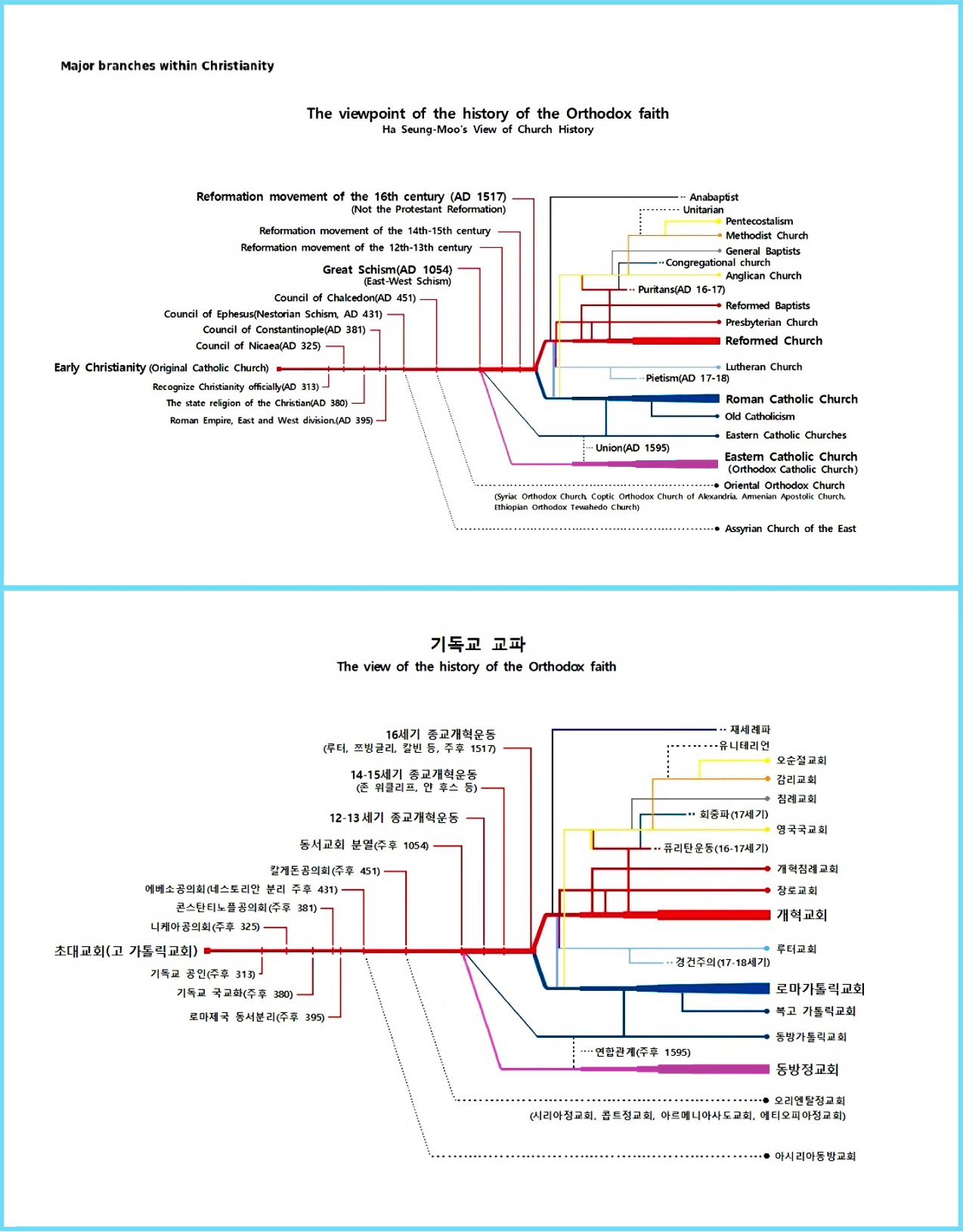
キリスト教系統図、河承武教授製作/河承武の教会史觀

## 河承武の教会史觀
彼の教会の歴史の解釈は、従来の改革主義教会史觀が信仰告白の側面では、脈を同じくするか、改革主義教会史觀が信仰告白と歴史的な脈絡が分離された根本的な問題を持っている教会史觀だと主張した。従って彼は初代教会から16世紀のヨーロッパの宗教改革に継承、発展してきた歴史的な宗教改革運動と16世紀のヨーロッパの宗教改革の歪曲された歴史認識の西洋史の観点の歴史解釈、このような脈絡のローマ・カトリックの中心の歴史解釈とプロテスタント教会史觀をそのまま受け入れている問題を分析して、聖書と分離された教会の歴史解釈の観点であることを突き止めた。
彼の教会史觀は、これらの既存の観点を克服して、聖書で陳述する信仰告白の中心に沿った教会史の伝統と初代教会から継承された信仰正統を同一線上で、既存の教会の歴史解釈で分離された信仰の本質と年代記的な教会史の脈絡が分離されず、一脈相通した歴史の解釈をしている。彼は「韓国をはじめとする世界の教会の歴史神学界で16世紀のヨーロッパの宗教改革運動の中でルターが中世カトリック教会の機構と組織教会の中心で、カトリック教会の刷新しようとする宗教改革に伴う歴史解釈の教会史の伝統と初代教会から継承された信仰の伝統が分離された歴史の解釈は、それ自体が矛盾点を抱えていることがこれを反証している」と主張した。したがって彼は、これらの矛盾した歴史解釈を覆し教会史の脈絡と聖書の本質が一脈相通じ歴史解釈がすぐに自分が提示した「正統信仰教会史觀」の核心と突き止めた。

## 詩作品の特徴[4]

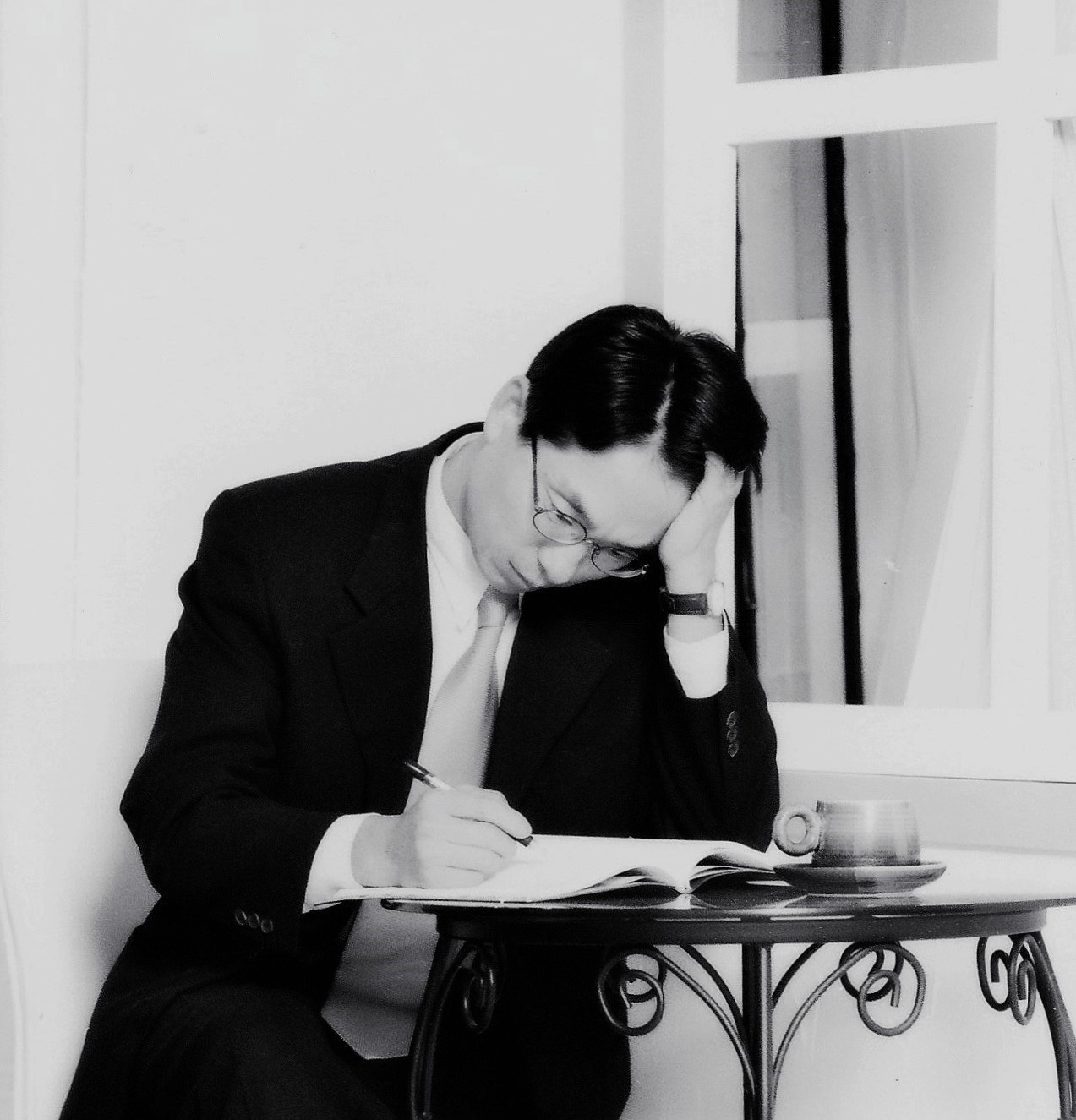
30代の河承武 詩人

韓国の現代文学において韓国的心性を代表する朴在森 詩人は審査評で次のように評価した。
「ハ・スンムの詩作品は、深い内面の世界を持っていながら、生と死、現実と理想、形而下学と形而上学を相値せ自省が支配的である」と分析した。
特に、後に作品で示された一連の詩篇のうち、"超心美的詩篇は、彼の詩才性を如実に表わしており、このような作品を解釈するには、宗教と美学の象徴体系を理解していなくては批評的アプローチが難解だ"とした。
また、文学評論家であるユン・ギョンス教授は「ハ詩人の詩篇のうち、特異なのは李箱(金海卿) 詩人の超現実的な傾向の象徴体系をより深化させており, 彼の独特な詩風(poetical style)はキリスト教に帰依した神秘的な体験と精神的求道の影響で見るのが妥当であると評価した」とする。
1994年以来、彼は新聞、雑誌などの際に発表し、むしろ文壇の內ではなく、一般の読者に広く知られるようになった。特に、クリスチャンでありながら、キリスト教的詩風にとらわれず宗教、記号学、美学の象徴体系を深化させて詩的イメージを形象化している。彼の詩<<新生代の第六尾骨>>、<<太陽から汗が出る>>などよく現れている。
2000年代以後には、直觀による叙情性を描いた詩“野花の歌”と初めて詩の作業に偶話的技法を導入した詩と言うことができる“空が吐き出す象の手の物語”がある。その他に共同詩集で“懐かしさには道がない”（ビクナム、1996）、“The Southern Poetry”（釜山詩人協会、1999）、“花が咲く,青い茎に”（作家たち、2006）、“セイハンゴビ”（作家たち、2008年）、“小西木の森”（作家たち、2011）、“私が選んだ私の詩”（本作る家、2012年）などがある。
近年、ビョンウイス 文学批評家は河承武の詩の世界を書き、彼の特別なレビューで詩の卓越性についてコメントしました。
イマヌエル・カントは時間と空間に基づいて知識を得ると考えた。そしてアルベルト・アインシュタインは、光の速度を超えると時間は消滅すると考えた。もちろん、カントの「時間」は、心理的なものであり、アインシュタインの「時間」は、相對的である。しかし、厳密に言って客觀的實體として時間は存在しないという点で、カントやアインシュタインの命題は、最終的に「100％」のではなく、「99.9％」の不完全な知恵でだろうか。
河承武は「ソフィスト」的な言語の根源的な公理の問題を喚起させている。時間の川は決して流れるのではなく、時間が存在するとをいう。人間の智慧は「純粋理性批判」を書き、時間と空間の變換を論する。しかし、人々は流れると思う時間を詩人は流れないと話す。詩人のこれらの見解は、尋常ではないだろう。

## 学歴
- 大邱カトリック大学校 史学博士修了
- 高神大学校 聖書講解 神学修士
- 高神大学校 神学大学院 修学(S.T.M.)
- ソウル高麗神学校 神学院 卒業(M.Div.)
- 高麗神学校 神学院 修学(M.Div.)
- 釜山外国語大学校 教育学修士
- 光州大学校 新聞放送 文学士
- 釜山外国語大学校 文学士
- 東元工業高等学校 機械科 卒業

## 主な經歴

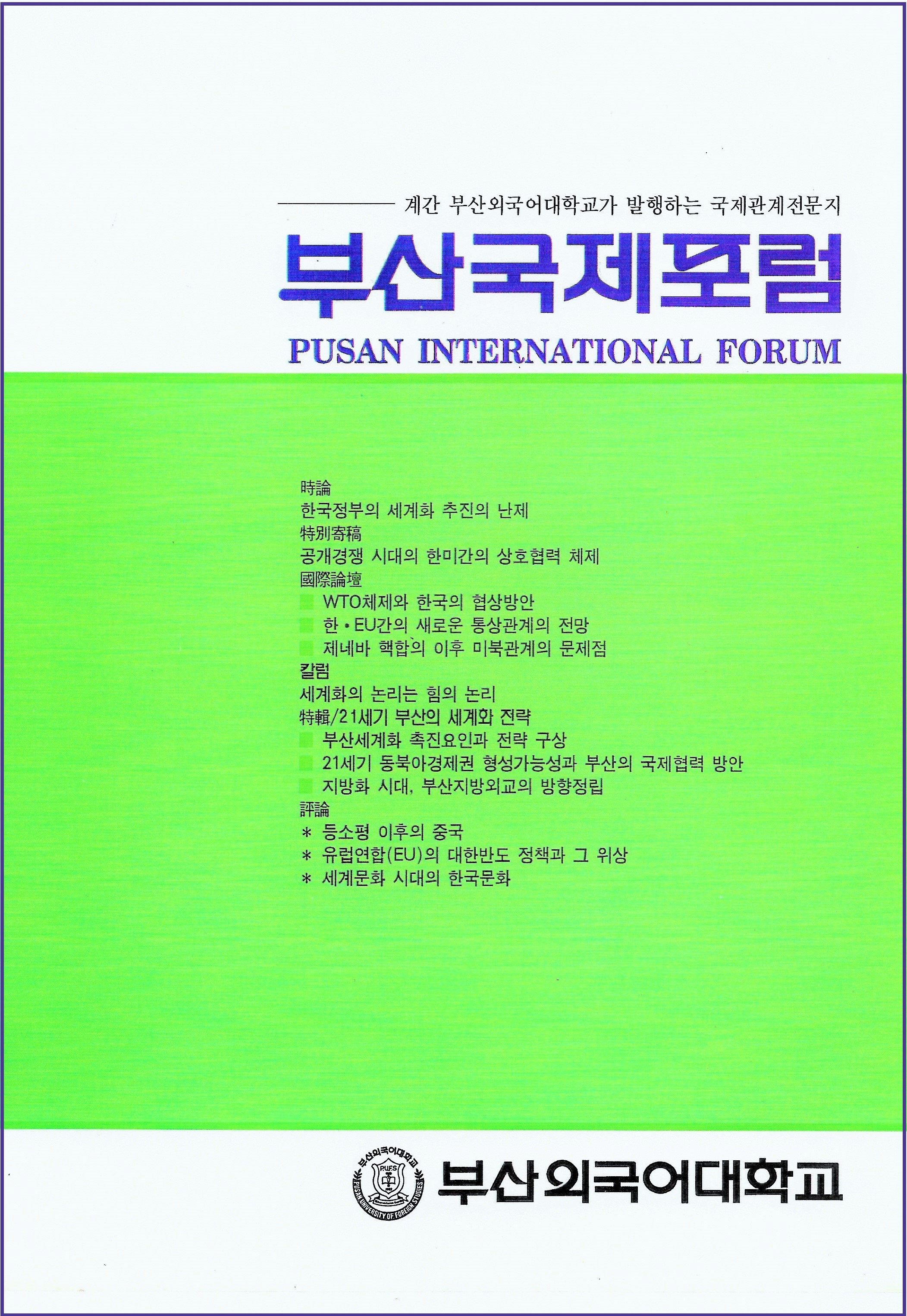
PIF Editor Ha Seung-moo

- 世界韓人作家連合 第5代 事務総長(2024.5~)
- 韓国文芸創作敎育院長(20241.1~)
- International Union of Reformed Churches 韓国本部 總裁(2024.1~)
- 韓国長老会神学校 第4代 学校長(2024.1~)
- 韓国文化藝術委員会 圖書選定 審議委員(文学分かち合い)(2023)
- 釜山基督教文人協会 創立代表(2013〜）
- 釜山社会情報フォーラム 創立代表(2003〜)
- 大韓民国 統一部 統一教育委員(2020~2022)
- 世界韓人作家連合 研究委員(2008〜 )
- 大邱カトリック大学校 大学院 史学科 講師(2021~2024.3)
- 韓国イエス教長老会 第1,2代 教団長(2014〜2017）
- 韓国長老会神学校 第1代 学校長(2012〜2015）
- 大韓民国 民主平和統一諮問会議 諮問委員(2003〜2007)
- 大韓民国 統一部 専門委員(統一教育, 2004~2005)
- 現代PRリサーチセンタ 代表(2004〜2006)
- 韓国IT文化コンテンツ研究所 所長(2003~2004)
- 社団法人韓国軍事学会 研究委員(1996〜1997)
- 韓国大学広報協議会 第1代 副会長(1997)
- ハンギョレ文学で詩人デビュー(朴在森 詩人ら2人の推薦, 1994)
- 釜山外国語大学校 季刊 釜山国際フォーラム 共同編集人、編集主幹(1994〜1997)

## 主な受賞歴
- 2024年 大韓民国 国会議長 功労章(社会貢献)
- 21世紀の世界カルビン主義者と改革主義の神学者106人(2024)に選定, FamousFix lists[6]
- 2024注目すべき高神大学校 同門' 1位, Edurank(世界大学 評価機関) 選定
- 2024注目すべき釜山外国語大学校 同門 2位, Edurank(世界大学 評価機関) 選定
- 2024注目すべき大邱カトリック大学校 同門 2位, Edurank(世界大学 評価機関) 選定
- 2024注目すべき光州大学校 同門 3位, Edurank(世界大学 評価機関) 選定
- 第10回 2020 大韓国民大賞[1]
- 第34回 釜山市 市民賞(2018年)[2]
- 韓国神学教育者賞(2018年)[7]
- 大韓民国 兵務庁長 表彰状(2017年)[8]
- 大韓民国 兵役名門家 名譽の殿堂 獻呈[9]
- 大韓民国 外交部 在外同胞財団 金賞(2006)
- 全国フォーラム連合 21世紀盆唐フォーラム 功労牌(2006年)
- 釜山外国語大学校 教育大学院 院友会功労牌(1997年)
- 釜山クリスチャン文学家協会 最優秀作品賞(1995年)
- 第3回ハンギョレ文学 新人文学賞(1994年)
- 陸軍ドゥルミ教会 功勞感謝牌(1987)
- 第一防空砲兵旅團 旅團長賞(1986)
- 第一防空砲兵旅團 旅團長賞(1985)
- 東元工業高等学校 功労賞(1984年)

## 代表詩集
- 『新生代の6番目の尾骨』- 生命詩学の記念碑的な作品, 出版社：カリタス(Karitas), 2024, ISBN 978-89-97087-87-7